# Taivala invisitata
Taivala invisitata är en spindelart som beskrevs av George William Peckham och Elizabeth Maria Gifford Peckham 1907. Taivala invisitata ingår i släktet Taivala och familjen hoppspindlar. Inga underarter finns listade i Catalogue of Life.